# 將軍澳工業邨公共運輸交匯處
將軍澳工業邨公共運輸交匯處（英語：Tseung Kwan O Industrial Estate Public Transport Interchange），位於新界西貢區將軍澳工業邨駿宏街與駿日街交界，為一個露天平行式月台公共運輸交匯處。現時有11條巴士路線及2條專線小巴路線以此為總站。

## 總站路線資料（巴士）

### 九龍巴士49線
- 青衣（青富苑） ↔ 將軍澳工業邨

2023年9月25日開辦，途經長青邨、長康邨、綠悠雅苑、長宏邨、長安邨、青葵公路、西九龍公路、佐敦、東九龍走廊、啟德隧道、觀塘商貿區、將軍澳隧道、坑口、清水灣半島及日出康城，只於平日繁忙時間服務。

### 九龍巴士98線
- 將軍澳工業邨 ↺ 牛頭角站

2020年10月2日配合將軍澳隧道巴士轉乘站啟用開辦。途經日出康城、清水灣半島、創紀之城、觀塘市中心及觀塘游泳池。

### 九龍巴士290E線
- 將軍澳工業邨 ↔ 荃灣西站

2022年12月12日開辦，途經日出康城、清水灣半島、將軍澳市中心、將軍澳－藍田隧道、黃大仙、葵芳及荃灣，只於平日繁忙時間服務。

### 九龍巴士298E、298F線
298E
- 坑口（北） ↺ 將軍澳工業邨

1999年3月29日配合前地鐵（現稱港鐵）將軍澳綫通車開辦。2021年5月5日起分拆為298E和298F，298E會先前往將軍澳工業邨折返，然後繞經消防及救護學院再前往坑口站，只在每日12:00或之前提供服務；298F先繞經消防及救護學院，再前往將軍澳工業邨，然後返回坑口站，只在每日12:00後提供服務。途經煜明苑、坑口站、日出康城、電視廣播城及百勝角。
298F
- 坑口（北） ↺ 將軍澳工業邨 (經百勝角)

### 城巴793線
- 將軍澳工業邨 ↔ 蘇屋邨

於2022年8月21日起投入服務，由796C及796E線合併而成，途經日出康城、清水灣半島、將軍澳南、將軍澳市中心、調景嶺、將軍澳隧道、觀塘繞道、九龍灣商貿區、新蒲崗、九龍城、旺角、深水埗。

### 城巴795線
- 將軍澳工業邨 ↔ 長沙灣（海達）

2022年12月12日開辦，途經日出康城、將軍澳－藍田隧道、觀塘繞道、啟德隧道、東九龍走廊、油麻地、旺角、西九龍走廊、美孚及長沙灣，只於平日繁忙時間服務。

### 城巴796X線
- 將軍澳工業邨 ↔ 尖沙咀東

於2000年2月1日起投入服務，2017年9月25日起延長至此開出，途經日出康城、清水灣半島、將軍澳南、將軍澳市中心、調景嶺、將軍澳隧道、觀塘繞道、新蒲崗、九龍城、馬頭圍、土瓜灣、紅磡及尖沙咀。

### 城巴797線
- 日出康城 → 新蒲崗 → 將軍澳工業邨

2020年10月2日配合將軍澳隧道巴士轉乘站啟用開辦。循環來往經日出康城、清水灣半島、觀塘商貿區、九龍灣商貿區、彩虹邨、鑽石山及新蒲崗。

### 城巴798P線
- 將軍澳工業邨 ↔ 大圍站

於2022年10月3日投入服務，途經日出康城、百勝角、清水灣半島、將軍澳市中心、將軍澳隧道、觀塘繞道、大老山隧道、沙瀝公路、沙田圍、沙田市中心、美林邨及美松苑，只於星期一至五上午繁忙時間提供服務。

### 城巴798X線
- 將軍澳工業邨 ↔ 火炭（駿洋邨）

於2022年10月3日投入服務，途經日出康城、百勝角、清水灣半島、將軍澳市中心、將軍澳隧道、觀塘繞道、大老山隧道、沙瀝公路、沙田圍、沙田市中心、瀝源邨、禾輋邨及火炭，只於星期一至五繁忙時間提供服務。

## 總站路線資料（專線小巴）

### 新界區專線小巴112M線
- 康城站 ↔ 將軍澳工業邨

2011年2月14日凌晨起投入服務，並為日出康城居民與將軍澳工業邨上班或下班的市民提供服務。

### 新界區專線小巴112S線
- 將軍澳站 ↔ 將軍澳工業邨

於2011年2月15日凌晨投入服務，途經百勝角、大赤沙、日出康城，只於深宵時段提供服務。

## 車坑分佈
| 車坑分佈（以入口最左邊起計） | 車坑分佈（以入口最左邊起計） | 車坑分佈（以入口最左邊起計）        |
| 車坑編號                     | 車坑寬度                     | 路線                                |
| ---------------------------- | ---------------------------- | ----------------------------------- |
| 1                            | 單坑                         | 旅遊巴士停泊處                      |
| 2                            | 單坑                         | 的士站                              |
| 3                            | 雙坑                         | 專綫小巴112M、112S線                |
| 4                            | 雙坑                         | 九龍巴士49、290E、298E、298F線      |
| 5                            | 單坑                         | 城巴793線                           |
| 6                            | 三坑                         | 九龍巴士98線 城巴796X、798P、798X線 |
| 不適用                       | 出站通道                     | 城巴795、796X線                     |

- 有黃字班次為往電視廣播城方向。